# هيرمان كلارنس نيكسون
هيرمان كلارنس نيكسون (بالإنجليزية: Herman Clarence Nixon)‏ هو عالم سياسة أمريكي، ولد في 1886 في Possum Trot, Alabama ‏ في الولايات المتحدة، وتوفي في 1967.